# Gallinago gallinago

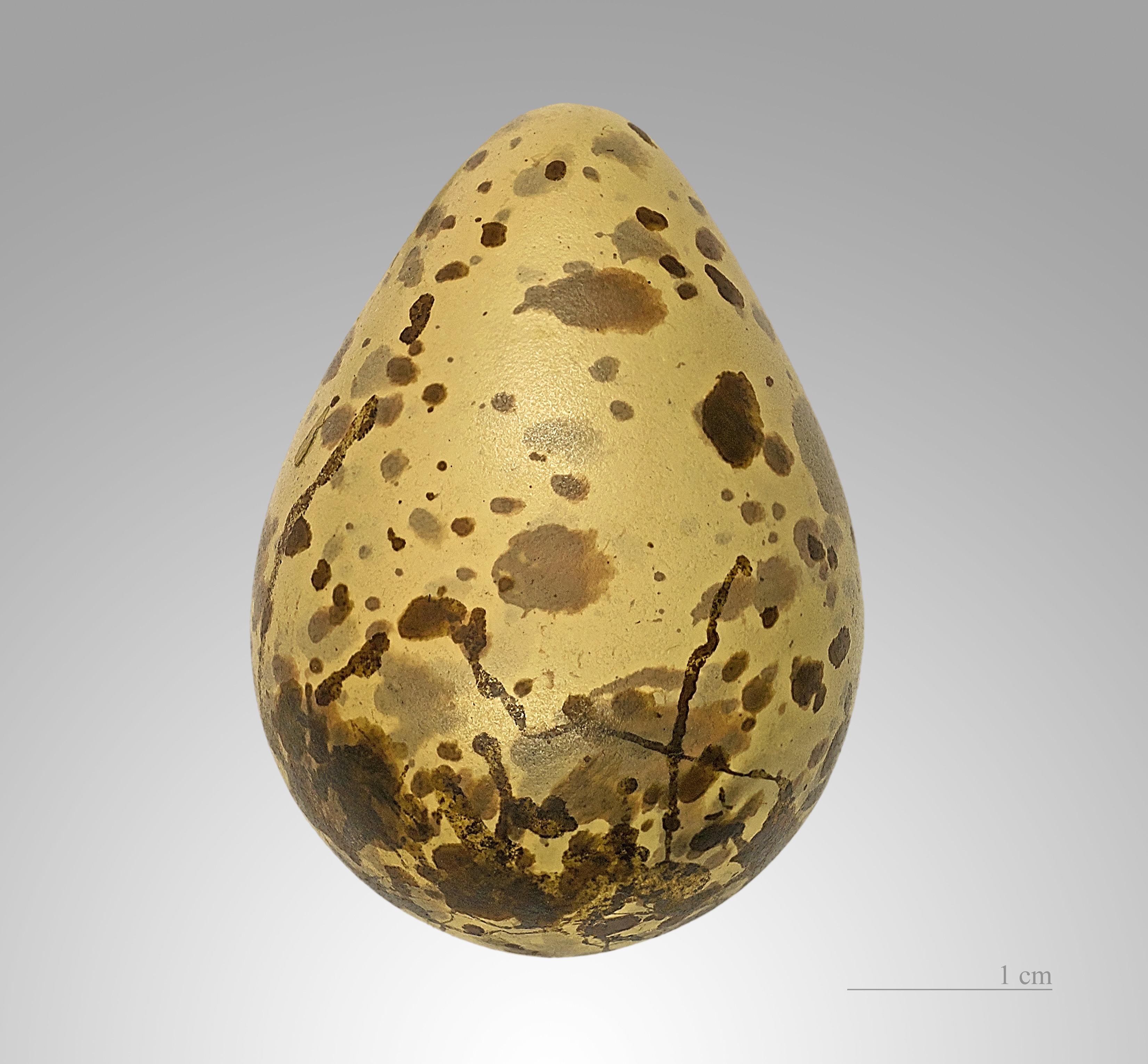
Gallinago gallinago - MHNT

La agachadiza común (Gallinago gallinago) es una especie de ave Charadriiforme de la familia Scolopacidae ampliamente distribuida en Eurasia, África y América.

## Descripción
Su pico recto es el más largo, en proporción al cuerpo, de todas las limícolas. Su extremo es flexible, permitiéndole sondear el barro blando, y percibir y alimentarse de gusanos, pequeños moluscos y otros animales.
Los ojos están en la parte alta a ambos lados de la cabeza, lo que le permite estar alerta mientras descansa o se alimenta.

## Historia natural
Reposa entre la vegetación baja o hierba de los marjales, camuflada por su plumaje a rayas, elevándose en un vuelo en zig-zag cuando se alarma.
Los polluelos recién nacidos tienen los picos cortos, y los padres deben alimentarlos.
Ejecuta un vuelo de exhibición en "montaña rusa", durante el cual las rectrices externas producen un sonido parecido a un balido cuando se lanza en picado.

## Subespecies
Se conocen dos subespecies de agachadiza común:
- Gallinago gallinago faeroeensis (Brehm, C.L., 1831)
- Gallinago gallinago gallinago (Linnaeus, 1758)